# Alana Bern
Alana Britzin Bern (* 28. September 1994) ist eine griechische Leichtathletin, die sich auf den Sprint spezialisiert hat.

## Sportliche Laufbahn
Erste internationale Erfahrungen sammelte Alana Bern im Jahr 2021, als sie bei den Balkan-Hallenmeisterschaften in Istanbul in 7,56 s den sechsten Platz im 60-Meter-Lauf belegte. Im Jahr darauf siegte sie bei den Balkan-Meisterschaften in Craiova in 44,56 s mit der griechischen 4-mal-100-Meter-Staffel.
2019 wurde Bern griechische Meisterin in der 4-mal-100-Meter-Staffel.

## Persönliche Bestleistungen
- 100 Meter: 11,79 s (+1,6 m/s), 29. Mai 2022 in Chania
  - 60 Meter (Halle): 7,42 s, 26. Januar 2018 in Piräus